# Marie Goegg-Pouchoulin
Marie Goegg-Pouchoulin ( Ginebra, Suiza, 24 de mayo de 1826 - ibídem, 24 de marzo de 1899 ), fue una de las primeras militantes de Suiza por los derechos de las mujeres, la abolición de la prostitución y en pro de la paz. También luchó por obtener el acceso de las mujeres a la educación universitaria y fue una de las fundadoras de la Asociación Internacional de Mujeres y del Journal des femmes, primer periódico feminista suizo.

## Biografía
Sus padres eran Adrienne Paudex y Jean Pouchoulin, descendientes de refugiados hugonotes franceses. Su padre era un relojero cuyas ideas socialistas le influyeron profundamente; era despierta e inteligente, recibió, como era habitual en la época, solamente una educación elemental, y pasó a los 13 años a trabajar en el negocio del padre. 
Marie Pouchoulin creció en un ambiente marcado por ideas socialistas a las que su padre era sensible. Sin embargo, fue el contacto con los revolucionarios europeos que se habían refugiado en Suiza después de los acontecimientos que tuvieron lugar en Europa en 1848 cuando se forjaron sus convicciones relacionadas con la igualdad de hombres y mujeres. Su segundo esposo, Amand Goegg, un revolucionario alemán, provenía de estos círculos marcados por el exilio y a quienes la familia Pouchoulin alquilaba habitaciones.
A los 19 años se casó con el comerciante Marc-Antoine Mercier y a los dos años nació su hijo Henri. Marie Pouchoulin.
En 1848 Europa se había visto sacudida por las revoluciones liberales con tinte nacionalista en la llamada Primavera de los Pueblos y muchos de sus participantes así como otros refugiados políticos llegaron a Ginebra buscando asilo. Marie Mercier tomó contacto con algunos de esos revolucionarios que alquilaron habitaciones en casa de Pouchoulin y en 1849 se enamoró de Amand Goegg, un joven que había sido vicepresidente de la asamblea popular y ministro de Finanzas del gobierno provisional de la República de Baden y que a la caída de la misma huyó de Alemania y se había refugiado en Zúrich primero y en Ginebra después. 
Marie Pouchoulin pidió el divorcio –lo que no era usual en la época- pero solo pudo obtenerlo dos años después. La pareja se fue a vivir a Londres en 1854, después estuvo en París, Offenburg en Alemania y Biel/Bienne en Suiza, con periódicos retornos a Ginebra, donde se establecieron definitivamente en 1857 y pusieron una vidriería. Tuvieron dos hijos, Egmont y Gustave Alfred. En 1868, Amand Goegg figura entre los organizadores de una huelga de los obreros de la construcción ginebrinos. La pareja se separó en 1874 pero nunca se divorciaron. Amand Goegg murió en 1897 en su ciudad natal de Renchen.

## Activismo feminista

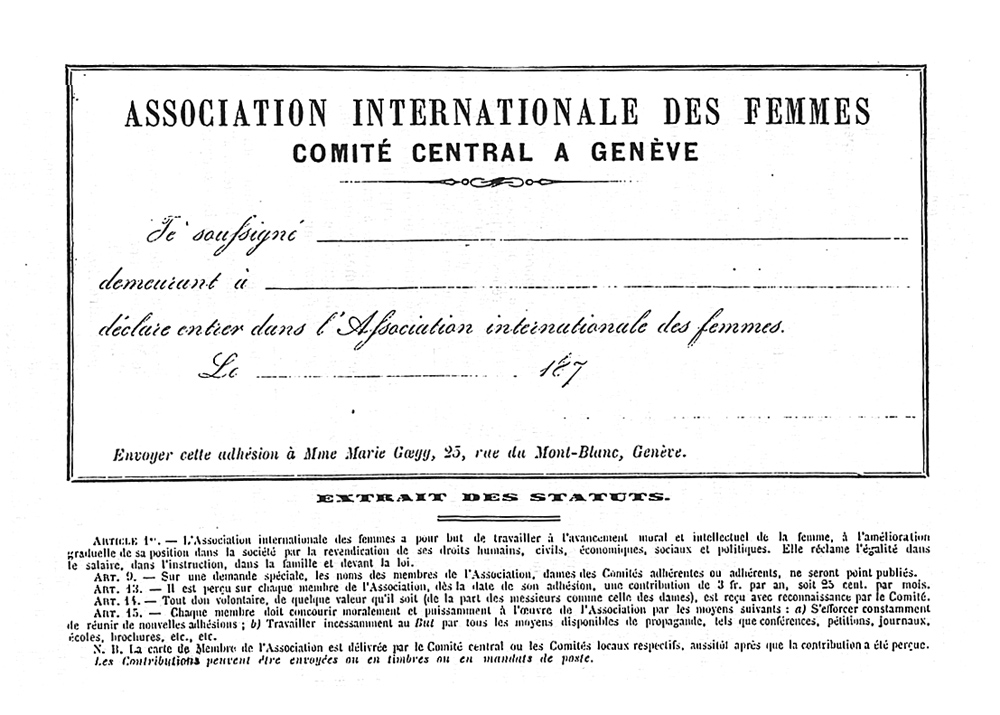
Estatutos de la Asociación Internacional de Mujeres

En 1867, concurrió al congreso realizado en Ginebra por la Liga Internacional de la Paz y la Libertad ILPF, una versión aburguesada de la Asociación Internacional de Trabajadores (AIT) o Primera Internacional de los trabajadores (PIT), que había sido fundada en Londres en 1864, agrupando inicialmente a los sindicalistas ingleses, anarquistas y socialistas franceses e italianos republicanos. La ILPF estaba abierta a hombres y mujeres y Marie Goegg-Pouchoulin fue nombrada secretaria-tesorera así como redactora de la publicación Les États-Unis d'Europe.
Desencantada por la falta de participación de las mujeres, hizo en el periódico de la ILPF un llamamiento a construir «Los Estados Unidos de Europa» y seguidamente fundó en 1868 la Asociación Internacional de Mujeres IAW, la primera asociación feminista de Suiza, que abogaba por los derechos políticos de la mujer, que se vinculó estrechamente a la ILPF, que agregó los derechos de la mujer a sus reclamos; Marie Goegg-Pouchoulin sostenía que la participación de la mujer en los asuntos públicos era vital para alcanzar la paz, lo cual era un postulado aclamado dentro de la ILPF, y también apoyaba el sufragio femenino. Fue la primera mujer suiza en hablar en público en el congreso de la ILPF de 1868 en Berna y su discurso fue en favor de los derechos de las mujeres. Se trataba de la primera colaboración internacional entre grupos por los derechos de la mujer anticipando al Consejo Internacional de Mujeres que se creó en 1888, y unificaba a grupos que luchaban por el acceso de la mujer a la educación y a la esfera pública así como por la abolición o regulación de la prostitución. En 1869 fundó Le Journal des femmes, que era la primera revista feminista de Suiza.  
La IAW interrumpió sus actividades en 1870 al iniciarse la guerra entre Francia y Prusia y en 1872 Marie Goegg-Pouchoulin fundó Solidaridad: Asociación para la defensa de los derechos de la mujer, que fue sucesora la Asociación Internacional de Mujeres. Marie Goegg-Pouchoulin también apoyó la lucha de Josephine Butler en favor de las prostitutas y se unió a la Federación Abolicionista Internacional. Por otra parte, en 1872 fue la primera mujer que ejerció en Suiza el derecho de petición; su exigencia, apoyada por otras 30 mujeres llevó al Gran Consejo de Ginebra, que era su parlamento, a aprobar una ley estableciendo la igualdad de hombres y mujeres para el ingreso a la Academia de Ginebra, que más adelante fue la Universidad de Ginebra, convirtiéndose en la segunda universidad de Suiza -la primera fue la Universidad de Zúrich en 1868- en permitir que las mujeres pudieran matricularse. Consiguió que en 1874 el Cantón de Vaud aboliera el régimen de tutela de las mujeres.  Se trataba de una legislación entonces vigente que en el campo de los derechos civiles equiparaba a las mujeres solteras o viudas a los menores de edad, disminuidos mentales y criminales. También como consecuencia de su lucha el Cantón de  Basilea-Ciudad tomó la misma medida en 1877 y en 1912  se adoptó a nivel nacional.
En 1874, Amand Goegg abandonó a Marie mientras realizaba una gira de conferencias en Australia y, de paso, la despojó de su fortuna paterna. Herida por la acción de quien había amado por tantos años, abandonó la militancia para dejar que una generación nueva asumiera la responsabilidad, pero pronto reanudó la actividad. Presidió Solidaridad entre 1875 y 1880, en que se disolvió. Fue elegida en 1886 para integrar el Consejo de Administración de la Federación Abolicionista Internacional y en 1891 como  vicepresidenta de la Unión de Mujeres de Ginebra. La generación joven de feministas considera que, de todas maneras, las reivindicaciones de sus últimos años poco tenían que ver con las de su época pero reconocen que estableció una base sólida para su movimiento. Marie Geogg-Pouchoulin falleció en Ginebra el 24 de marzo de 1899. Fue una de las primeras feministas igualitarias de Suiza y uno de los símbolos de las mujeres progresistas de la Suiza francófona.